# Hannes Taborsky
Hannes Taborsky (* 3. November 1965 in Wien) ist ein österreichischer Gewerkschafter und Politiker. Seit 2016 ist er Landesgeschäftsführer des ÖAAB Wien und seit November 2020 Gemeinderat und Abgeordneter zum Wiener Landtag.

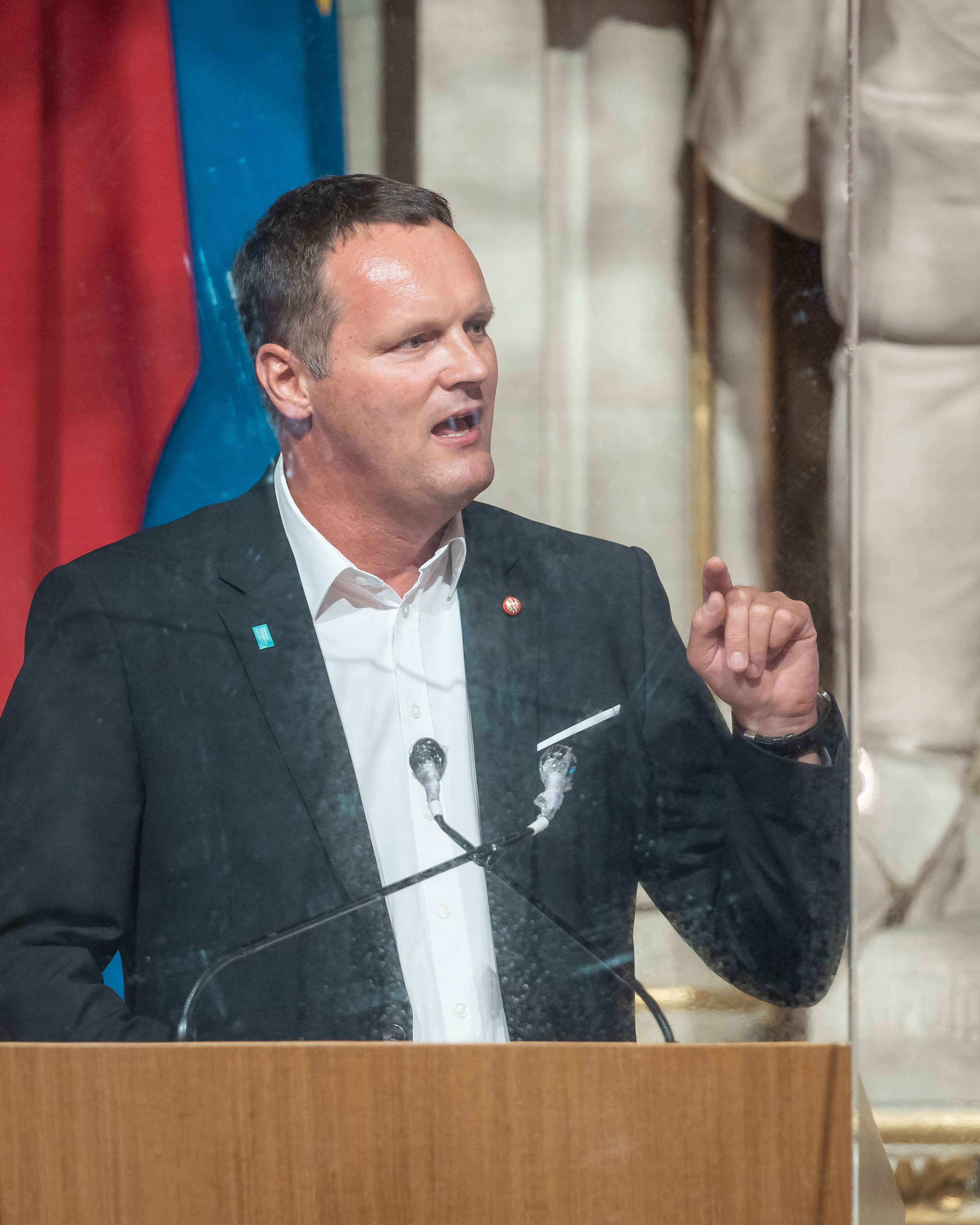
Hannes Taborsky im Wiener Gemeinderat 2020

## Leben
Hannes Taborsky ist im 14. Wiener Gemeindebezirk Penzing aufgewachsen und wohnt seit seiner Geburt im 14. Bezirk.

## Karriere
Hannes Taborsky ist Vermessungstechniker und seit 1989 im Bundesamt für Eich- und Vermessungswesen (BEV) tätig. Er war im Außendienst für die Außendienststelle Tirol/Vorarlberg (Hochgebirgsvermessung) für die Erstellung der Festpunktfelder 1.–5. Ordnung als Partieführer tätig. 1995 wurde er Leitungsmitglied der Bundesvertretung 2 (Wirtschaftsverwaltung) als Co-Referent für Kollektivvertrags- und Arbeitsrecht.
2001 wurde er zum Personalvertreter im BEV und Vorsitzender der Bundesvertretung 2 gewählt. Seitdem vertritt er die Interessen der Kolleginnen und Kollegen im BEV. 2001 übernahm er außerdem den Vorsitz des Fachausschusses im Bundesamt für Eich- und Vermessungswesen. Seit 2006 ist er Vorstandsmitglied und Bereichsleiter in der Gewerkschaft öffentlicher Dienst (GÖD) für den Bereich Schulung, Mitgliederwerbung und -betreuung. Am 16. November 2021 wurde er beim 18. Bundeskongress der GÖD mit 98,9 % erneut in den Vorstand wiedergewählt.

## Politik
Sein Leben und auch seine politische Laufbahn begann in Penzing, seinem Wohnort bis heute. 2001 wurde er bei der Wiener Gemeinderatswahl in die Bezirksvertretung des 14. Bezirks gewählt. Hier war er als Klubobmann und in diversen Ausschüssen tätig.
2006 übernahm Taborsky den Posten des Bundessekretärs des ÖAAB im öffentlichen Dienst. Von Dezember 2016 bis Juni 2022 war er Landesgeschäftsführer des ÖAAB Wien.
Am 30. Juni wurde Hannes Taborsky am Landestag des ÖAAB Wien zum neuenj Landesobmann und Nachfolger von Karl Nehammer gewählt. 
Bei der Wien-Wahl 2019 konnte er als Spitzenkandidat des 14. Bezirks das Grundmandat holen und zog damit in den Wiener Landtag und Gemeinderat ein.
Am 24. November 2020 wurde er in der konstituierenden Sitzung der 21. Wahlperiode als Abgeordneter zum Wiener Landtag und Mitglied des Wiener Gemeinderates angelobt, wo er Mitglied im Gemeinderatsausschuss für Klima, Umwelt, Demokratie und Personal sowie im Gemeinderatsausschuss für europäische und internationale Angelegenheiten wurde.
Von der Neuen Volkspartei Wien wurde er ebenfalls zum Europa- und Sicherheitssprecher im Gemeinderat gewählt.

### Wiener Gemeinderatswahl 2020
Bei der Wien-Wahl 2020 war Hannes Taborsky Spitzenkandidat der Neuen Volkspartei in Penzing. Durch seine langjährige Erfahrung in der Bezirksvertretung konnte er einen erfolgreichen Vorzugsstimmenwahlkampf führen. Seine Themen waren für viele Penzingerinnen und Penzinger ein großes Anliegen. So konnte er mit seinen Themen wie die Begrünung des Wientals, den Ausbau der U4 in den Auhof, die Erhaltung der Steinhofgründe und dem Thema Sicherheit im Bezirk 521 Vorzugsstimmen holen.
Durch das hervorragende Abschneiden der Neuen Volkspartei bei der Wien Wahl, erreicht Penzing ein Grundmandat. Hannes Taborsky nahm dieses Grundmandat an und wurde am 24. November 2020 zum Wiener Landtag und Gemeinderat angelobt.

## Privat
Hannes Taborsky ist Vorsitzender des Aeroclubs Landesverband-Wien und Vizepräsident des Aeroclubs Österreich.
Seine Hobbys sind Bergsteigen, Schitouren und das Fliegen.
| Personendaten    | Personendaten                                 |
| ---------------- | --------------------------------------------- |
| NAME             | Taborsky, Hannes                              |
| KURZBESCHREIBUNG | österreichischer Gewerkschafter und Politiker |
| GEBURTSDATUM     | 3. November 1965                              |
| GEBURTSORT       | Wien                                          |